# A-ДНК

Структура A-ДНК

A-ДНК (англ. A-DNA) — одна из форм молекулы ДНК. Представляет собой правозакрученную двухспиральную молекулу ДНК. На каждом витке имеется 11 пар оснований. По сравнению с B-формой ДНК, имеет более компактную форму, нуклеотидная цепь наклонена вдоль продольной оси молекулы. Преобладает в концентрированных растворах с высокой ионной силой либо в сухой ДНК.
Биологическая роль — А-форма ДНК необходима в тех процессах, где образуются ДНК-РНК комплексы, так как РНК может принимать только А-форму спирали из-за ОН-группы. Также А-форма устойчивее к УФ-излучению, и поэтому споры грибов содержат именно такую форму. Споровые белки способствуют превращению ДНК из В-формы в А-форму.